# Целевая функция
Целевая функция — вещественная или целочисленная функция нескольких переменных, подлежащая оптимизации (минимизации или максимизации) в целях решения некоторой оптимизационной задачи. Термин используется в математическом программировании, исследовании операций, линейном программировании, теории статистических решений и других областях математики в первую очередь прикладного характера, хотя целью оптимизации может быть и решение собственно математической задачи.  Помимо целевой функции в задаче оптимизации для переменных могут быть заданы ограничения в виде системы равенств или неравенств. В общем случае аргументы целевой функции могут задаваться на произвольных множествах.

## Примеры

### Гладкие функции и системы уравнений
Задача решения любой системы уравнений
{\displaystyle \left\{{\begin{matrix}F_{1}(x_{1},x_{2},\ldots ,x_{M})=0\\F_{2}(x_{1},x_{2},\ldots ,x_{M})=0\\\ldots \\F_{N}(x_{1},x_{2},\ldots ,x_{M})=0\end{matrix}}\right.}
может быть сформулирована как задача минимизации целевой функции
{\displaystyle S=\sum _{j=1}^{N}F_{j}^{2}(x_{1},x_{2},\ldots ,x_{M})\qquad (1)}
Если функции гладкие, то задачу минимизации можно решать градиентными методами. 
Для всякой гладкой целевой функции можно приравнять к {\displaystyle 0} частные производные по всем переменным. Оптимум целевой функции будет одним из решений такой системы уравнений. В случае функции {\displaystyle (1)} это будет система уравнений метода наименьших квадратов (МНК). Всякое решение исходной системы является решением системы МНК. Если исходная система несовместна, то всегда имеющая решение система МНК позволяет получить приближённое решение исходной системы. Число уравнений системы МНК совпадает с числом неизвестных, что иногда облегчает и решение совместных исходных систем.

### Линейное программирование
Другим известным примером целевой функции является линейная функция, которая возникает в задачах линейного программирования. В отличие от квадратичной целевой функции оптимизация линейной функции возможна только при наличии ограничений в виде системы линейных равенств или неравенств.

### Комбинаторная оптимизация
Типичным примером комбинаторной целевой функции является целевая функция задачи коммивояжёра. Эта функция равна длине гамильтонова цикла на графе. Она задана на множестве перестановок  {\displaystyle n-1} вершины графа  и определяется матрицей длин рёбер графа. Точное решение подобных задач часто сводится к перебору вариантов.